# Ernst Albert
Ernst Albert (Köthen, 1859. május 21. – Lübeck, 1936. november 2.) német színész,  biológus.

## Élete
Több éven át az altenburgi Állami Színház társulatának tagja volt, 1897 és 1898 közt a kieli Városi Színházban mint rendező tevékenykedett. 1908-ban érkezett Lübeckbe, ahol a Természettudományi Múzeum entomológusa volt, emellett a helyi színházban karakterkomikusként lépett színpadra. A Hansa Színház intendánsa is volt. Több humoros könyv, illetve színpadi darab szerzője. 
Számos anekdota maradt fenn róla, az 1920-as évek lübecki társadalmi élete egyik népszerű figurája volt. Egyszerűen csak "cilinderes ember"-ként ismerték, mivel szinte mindig egy cilindert hordott magánál, amelynek belsejében egy parafa táblára rovarok voltak feltűzve. Ez a cilinder annyira jellemző volt rá, hogy időnként letette a villamossínre, s arra kérte a villamos vezetőjét, hogy várjon néhány percet, amíg vásárol valamit a közeli üzletben. 
Noha önmagát szándékosan operettbe illő figuraként ábrázolta Lübeckben, a szakértők elismert entomológusként tartották számon, aki az elsők közt dokumentálta az emberre potenciálisan maláriát átvinni képes szúnyogfajok szórványos előfordulását Észak-Németországban.

## Fordítás
- Ez a szócikk részben vagy egészben  az   Ernst Albert című német Wikipédia-szócikk ezen változatának fordításán alapul.  Az eredeti cikk szerkesztőit annak laptörténete sorolja fel. Ez a jelzés csupán a megfogalmazás eredetét és a szerzői jogokat jelzi, nem szolgál a cikkben szereplő információk forrásmegjelöléseként.